# 南屯 (大字)
南屯，舊地名為犁頭店，是臺灣臺中市南屯區的一個傳統地域名稱，為全區主聚落所在地，位於該區中部偏東。相較於今日行政區，其範圍大致包括南屯里不含西北部凸出部分、三厝里東南端。

## 歷史
南屯地區最早為台灣原住民巴布薩族的活動範圍。清康熙年間，曾有卸任浙江定海總兵張國等人來此地拓荒，招佃開墾，漸成農耕聚落；康熙六十年（1721年）年設置彰化縣貓霧拺東、西二堡，犁頭店屬拺東下堡轄域。雍正、乾隆年間，因拓荒之風鼎盛、移民湧集，農具製造、販賣產業應運而起，店舖聚集於此且形成農產品交易中心，被稱之為「犁頭店街」。乾隆五十一年（1786年）林爽文事件使得街道毀於戰爭，兩年後重建。
日治初期，該街北與三塊厝庄為鄰，東與溝仔墘庄、田心庄為鄰，東南邊及南邊為蔴糍埔庄，西邊為永定厝庄。
明治三十四年（1901年）11月，全台設二十廳，該庄隸屬於臺中廳。明治四十二年（1909年）10月，合併二十廳為十二廳，該庄隸屬於臺中廳犁頭店區。大正九年（1920年），廢十二廳改設五州二廳，該庄改制並改名為「南屯」大字，隸屬於臺中州大屯郡南屯庄。
戰後南屯庄改制為南屯鄉，隸屬於臺中縣，大字亦改制為村。民國36年（1947年），南屯鄉、西屯鄉、北屯鄉劃入省轄臺中市，南屯鄉改制為南屯區，村亦改制為里。民國99年（2010年）12月，臺中縣、臺中市合併升格為直轄臺中市。

## 交通
市道127號（黎明路一段）是大雅至霧峰的道路，大致以北北西—南南東走向轉北北東—南南西走向經過本地區中部偏西地帶。由該道路向北北西可前往西屯、大雅並止於省道台1乙線路口，向南南西可前往烏日、霧峰並止於省道台3線路口。
市道136號（南屯路二段）是臺中市龍井區至南投縣國姓鄉龜溝的道路，大致以西北西—東南東走向轉西向東經過南屯地區中部。由該道路向西北可前往國道1號南屯交流道、大肚東北部邊界地帶、龍井東部、沙鹿西南部、梧棲與龍井交界地帶並止於省道台17線路口，向東轉東南東可前往台中市區、太平、國姓並止於省道台14線路口。

## 景點

### 萬和宮
萬和宮又稱「犁頭店聖母廟」，建於雍正四年（1726年），主祀天上聖母，信仰遍布全南屯區，是台中市直轄市定古蹟。

### 文昌公廟
南屯文昌公廟舊稱「犁頭店文昌祠」，建於嘉慶二年（西元1797年），為台中市最早的私塾，亦為南屯國小前身，是台中市歷史建築。

### 南屯老街
南屯老街舊稱「犁頭店街」，街道長約兩百多公尺，兩側保留了許多傳統街屋建築及店鋪，例如打鐵舖、餅店、販售米麩與麻芛的雜貨店等，其中南屯三角街是台中市歷史建築。

## 外部連結
- 南屯，臺中市南屯區公所網站